# Sozialgericht Cottbus

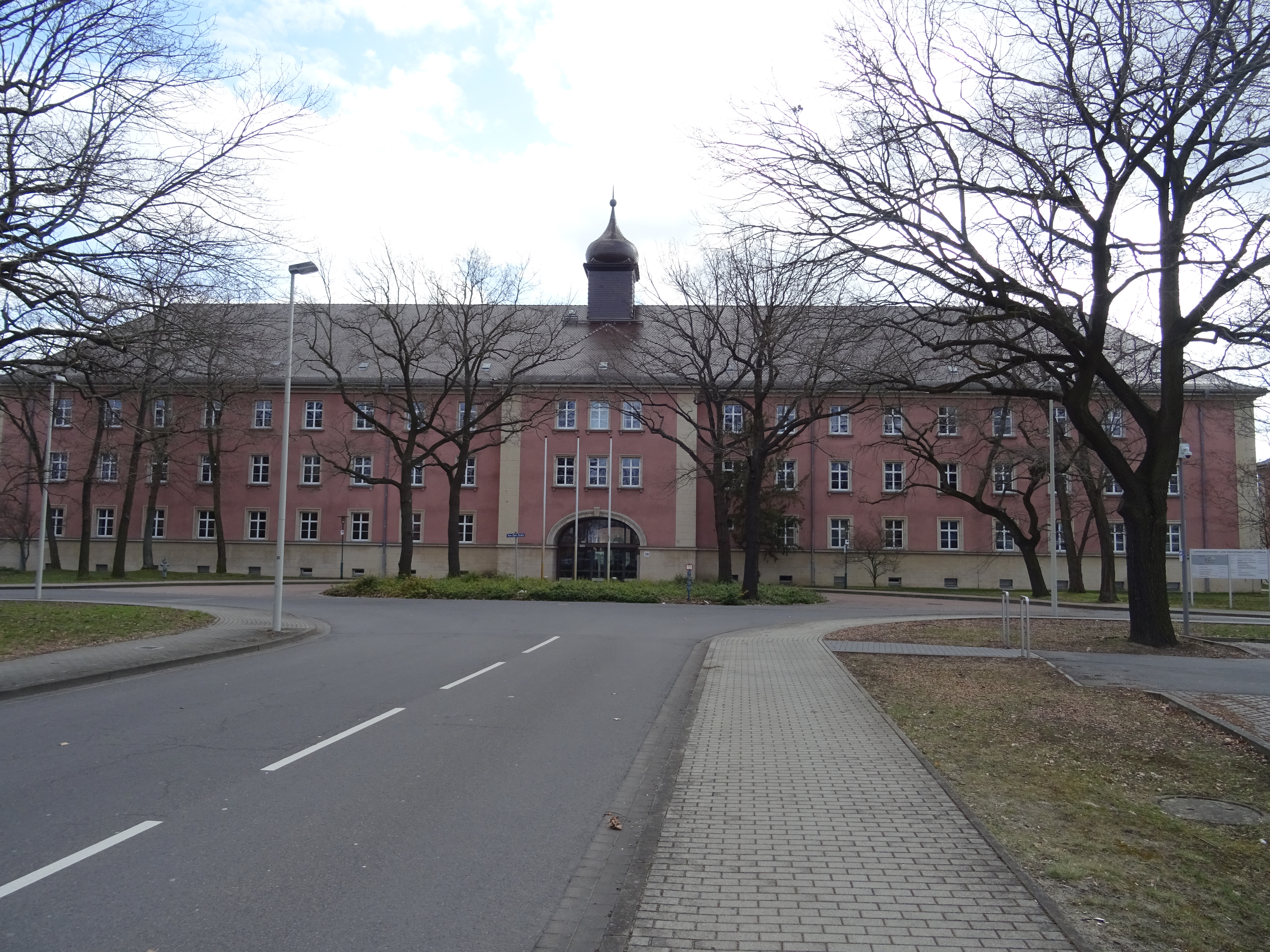
Sitz des Sozialgerichts in der Vom-Stein-Straße 28 in Cottbus

Das Sozialgericht Cottbus ist ein Gericht der Sozialgerichtsbarkeit. Das Gericht ist eines von vier Sozialgerichten in Brandenburg.

## Gerichtssitz und -bezirk
Das Gericht hat seinen Sitz in der Vom-Stein-Straße 28 Cottbus. Das Gebäude befindet sich in einer ehemaligen Kasernenanlage im Bereich Von-Stein-Straße 26–29, Von-Schön-Straße 9. Dieses Ensemble ist denkmalgeschützt. Der Gerichtsbezirk umfasst neben der Stadt Cottbus die Landkreise Dahme-Spreewald, Elbe-Elster, Oberspreewald-Lausitz und Spree-Neiße.

## Übergeordnete Gerichte
Auf Landesebene ist das Landessozialgericht Berlin-Brandenburg in Potsdam das übergeordnete Gericht. Diesem ist wiederum das in Kassel angesiedelte Bundessozialgericht übergeordnet. Bis zum 30. Juni 2005 war das Landessozialgericht Brandenburg das zuständige Landessozialgericht.